# كليف بورويل
كليف بورويل (بالإنجليزية: Cliff Burwell)‏ هو ملحن وكاتب أغاني وعازف بيانو أمريكي، ولد في 1898، وتوفي في 1977.

## وصلات خارجية
- كليف بورويل على موقع IMDb (الإنجليزية)
- كليف بورويل على موقع ميوزك برينز (الإنجليزية)
- كليف بورويل على موقع قاعدة بيانات برودواي على الإنترنت (الإنجليزية)
- كليف بورويل على موقع أول ميوزيك (الإنجليزية)
- كليف بورويل على موقع ديسكوغز (الإنجليزية)